# Ehrenkrook

Wappen derer von Ehrenkrook

Ehrenkrook ist der Name eines schwedisch-deutschen Adelsgeschlechts.

## Geschichte
Seine Stammreihe beginnt mit Peder Olofsson Krook, der urkundlich 1600 zuerst nachgewiesen ist. Der Sohn Olof Pederson Krook (1660–1682) wurde als Kämmerer der Königlich schwedischen Rechnungskammer in Södermanland belehnt. Dessen Sohn, Johan Krook erhielt 1682 den schwedischen Adel mit dem Namen Ehrenkrook und wurde bei der Adelsklasse (Nr. 1010) der schwedischen Ritterschaft introduziert. Sein Sohn Johan Gustaf Ehrenkrook (1686–1750) stand als Oberst in braunschweigischen Diensten. Dieser, wie auch seine Nachkommen, bediente sich entsprechend der deutschen Übung unbeanstandet des Namens von Ehrenkrook. Diese deutsche Linie besteht gegenwärtig fort. Ein weiterer kinderlos verstorbener Bruder des zuvor genannten, der schwedische Generalleutnant Carl Ehrenkrook (1696–1781) wurde 1772 in den schwedischen Freiherrnstand erhoben. Mit diesem ist die schwedische Linie im Mannesstamm erloschen.

## Wappen
- Das Stammwappen der Familie zeigt einen silbernen Haken (krok) auf blauem Grund.
- Das 1682 gebesserte Wappen zeigt innerhalb eines blauen Schildrandes, der mit acht Paar gekreuzter silberner Angelhaken belegt ist, in von Schwarz und Gold geteilten Feld einen Greif mit verwechselten Farben. Auf dem Helm eine wachsende natürliche Greiffenklaue, die zwischen einem offenen, rechts von Gold und Schwarz, links von Blau und Silber geteilten Fluge einen silbernen Haken emporhält. Die Helmdecken sind rechts schwarz-silber, links blau-gold.

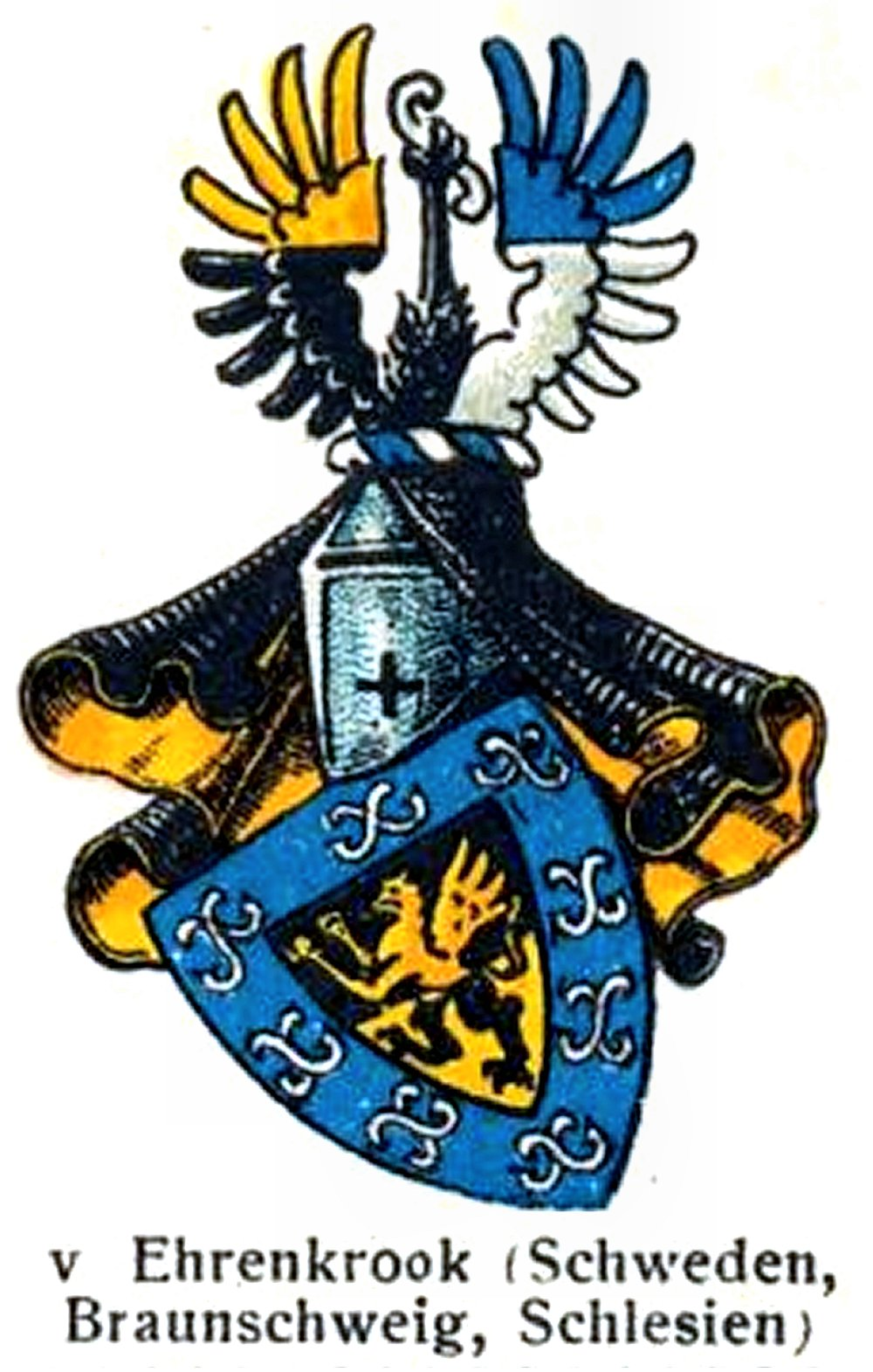
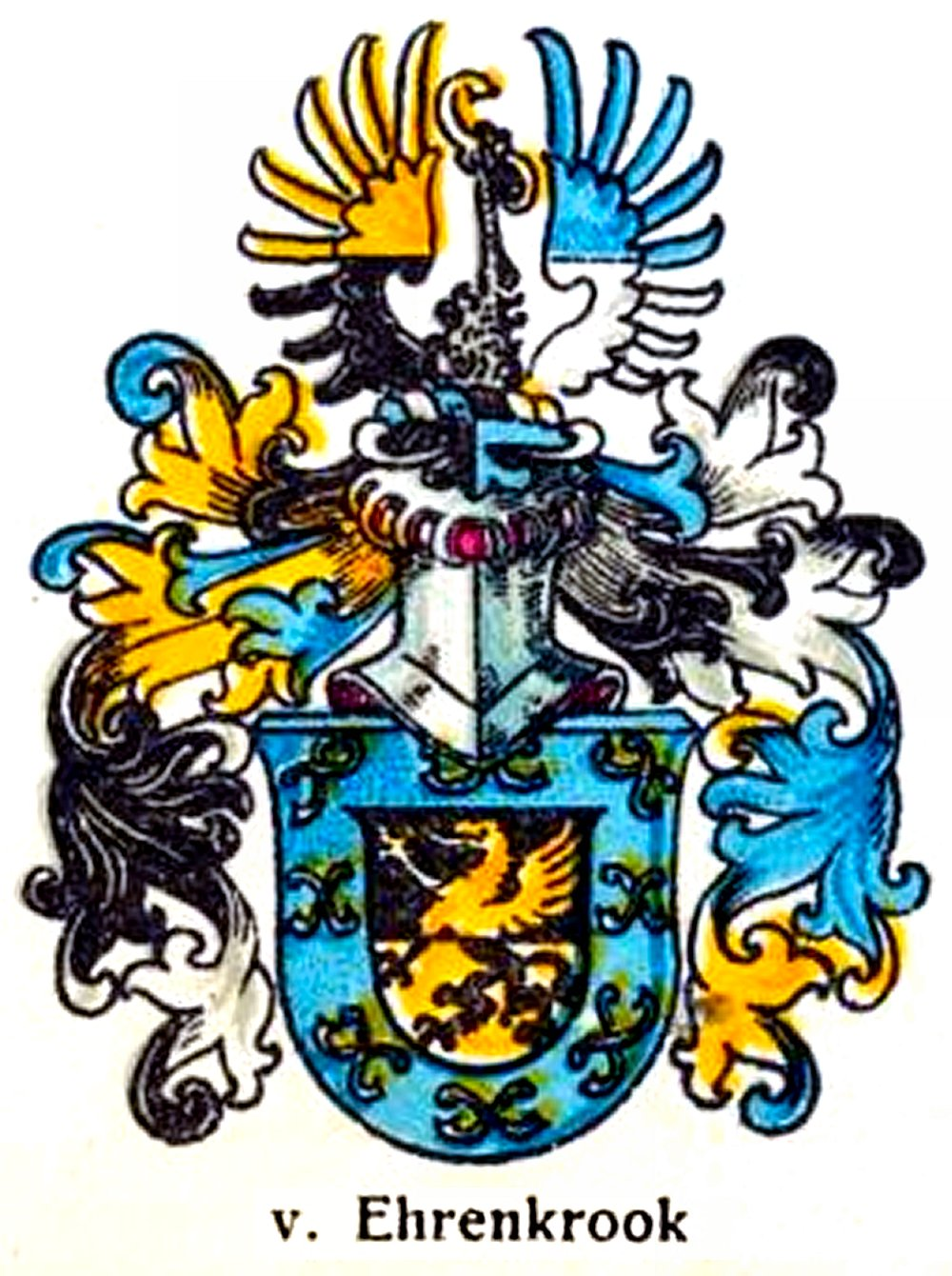
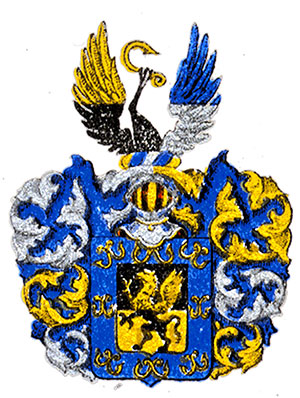

Wappenvarianten

## Personen
- Carl Ehrenkrook (1696–1781), schwedischer Generalleutnant
- Hans Friedrich von Ehrenkrook (1888–1968), Mitarbeiter der Deutschen Adelsgenossenschaft, Mitgründer des Deutschen Adelsarchivs Hauptbearbeiter des Genealogischen Handbuch des Adels.